# Дубівці (Івано-Франківський район)

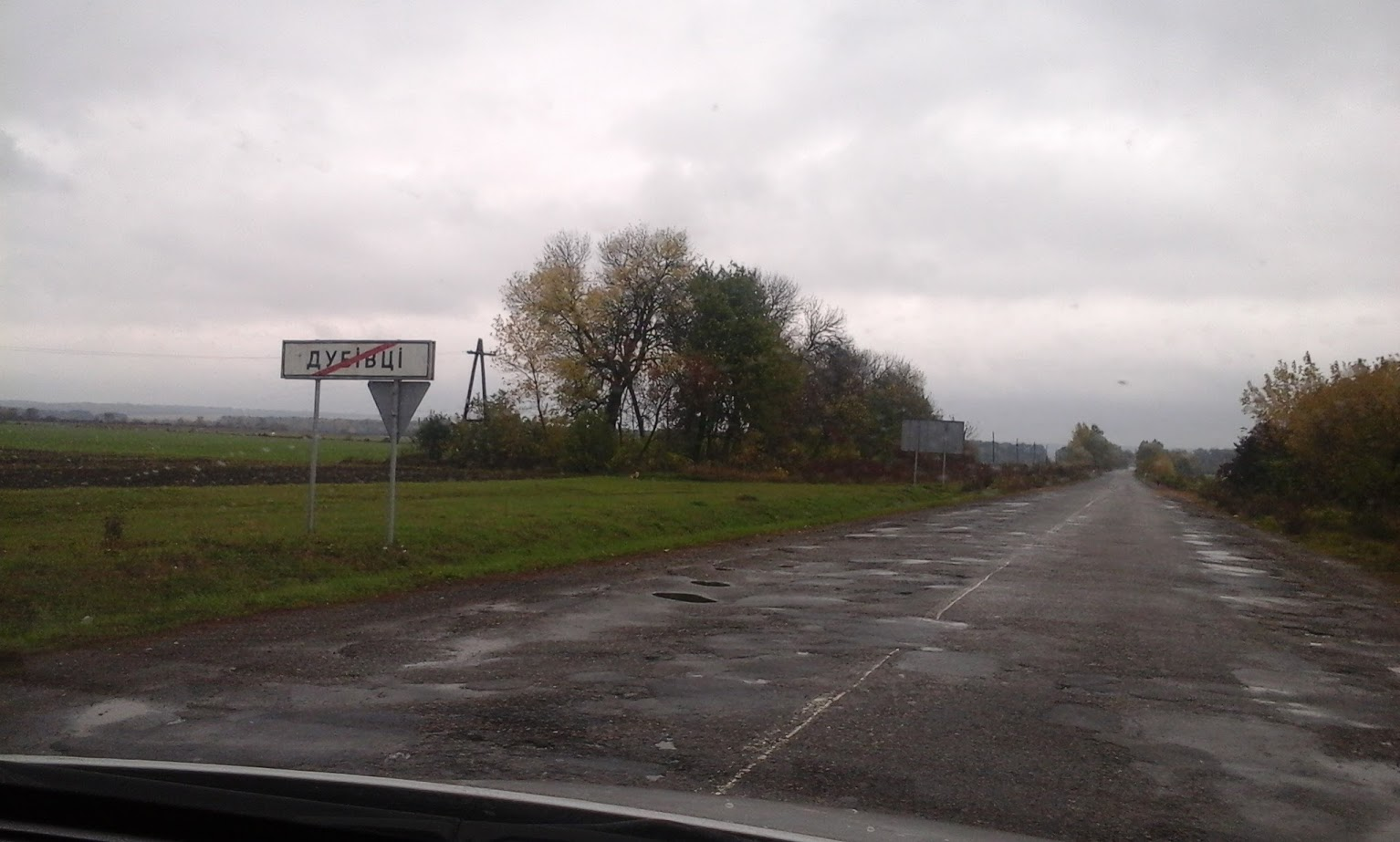
Дороговказ за межами села

Ду́бівці — село Івано-Франківського району Івано-Франківської області, центр однойменної сільської громади.

## Географія
Розташоване на лівому березі р. Дністра (колись на півострові, оточеному із трьох боків водою), за 10 км від м. Галич..
До складу села входить присілок Дегова. Назви частин села: Вигін, Дошкове, Кут.
Через село пролягають автодорога Галич — Маріямпіль та залізнична колія Львів — Івано-Франківськ. За 1 км від села розташована залізнична станція Дубівці.
СВЯЩЕНИКИ У СЕЛІ ДУБІВЦІ
1.        о. АНДРІЙ, УГКЦ, (адміністратор) – 1720 – 1741 роки священичого служіння в Дубівцях;
2.        о.ІВАН КЕРДЗАЛЮВАГ, УГКЦ, (адміністратор парафії)-  – 1756-1757 роки священичого служіння в Дубівцях;
3.        о.ТЕОДОР БІЛЕЦЬКИЙ, УГКЦ, (адміністратор парафії)-  – 1820 – 1831 роки священичого служіння в Дубівцях;
4.        о.ІВАН КЛІПУНОВСЬКИЙ, УГКЦ, (адміністратор парафії)-  – 1831-1833 роки священичого служіння в Дубівцях;
5.        о.ТЕОДОР ГЕРАСИМОВИЧ, УГКЦ, (адміністратор парафії) – 1833 – 1871 роки священичого служіння в Дубівцях;
6.        о.ЮСТИН ДВОРЯНИН, УГКЦ, (адміністратор парафії)-   – 1871-1913 роки священичого служіння в Дубівцях;
7.        о.ЙОСИФ МИЦАК, УГКЦ, (адміністратор парафії)-   – 1913-1919 роки священичого служіння в Дубівцях;
8.        о.СТЕФАН КОВАЛІВ, УГКЦ, (адміністратор парафії)-   – 1919-1920 роки священичого служіння в Дубівцях;
9.        о.ВАСИЛЬ МЕДВЕДЕЦЬКИЙ, УГКЦ, (адміністратор парафії)-   – 1920-1941 роки священичого служіння в Дубівцях;
10.    о.КОРНИЛІЙ КУНИЦЬКИЙ, УГКЦ, (адміністратор парафії)-   – 1941-1944 роки священичого служіння в Дубівцях;
11.    о.ВОЛОДИМИР ДОЛГИЙ, УГКЦ, (адміністратор парафії)-   – 1944-1945 роки священичого служіння в Дубівцях;
12.    о.ШВЕЦЬ АНАТОЛІЙ, РПЦ, (настоятель) – 1947-1956 роки священичого служіння в Дубівцях;
13.    о.САЛЕВИЧ МИХАЙЛО, РПЦ, (настоятель) – 1956-1957 роки священичого служіння в Дубівцях;
14.    о.ФЕДИШИН МИХАЙЛО, РПЦ, (настоятель) – 1958-1971 роки священичого служіння в Дубівцях;
15.    о.МАРУДА ВАСИЛЬ, РПЦ, (настоятель) - 1972 роки священичого служіння в Дубівцях;
16.    о.ДАРМІЦЬ СТЕПАН, РПЦ, (настоятель)  – 1973 (чотири місяці) роки священичого служіння в Дубівцях;
17.    о.ЧЕЛЯДИН ІВАН, РПЦ -1973, (настоятель)  (вісім місяців) роки священичого служіння в Дубівцях;
18.    о.ПАВЛЮК ВАСИЛЬ, РПЦ -1974, (настоятель)  (дев’ять місяців) роки священичого служіння в Дубівцях;
19.    о.КОРЖИНСЬКИЙ МИХАЙЛО, РПЦ , (настоятель) – 1975-1980 роки священичого служіння в Дубівцях;
20.    о.ШЕРЕМЕТА ОРЕСТ, РПЦ, (настоятель)  – 1980 (грудень)-1982(лютий) роки священичого служіння в Дубівцях;
21.    о.ПРИТУЛА РОМАН, РПЦ, (настоятель) – 1982-1986 роки священичого служіння в Дубівцях;
22.    о.ТОКАРИК ІВАН, РПЦ, (настоятель)  – 1986 (листопад) - 1988 (травень) роки священичого служіння в Дубівцях;
23.    о.БОЙЧУК ВАСИЛЬ, РПЦ, (настоятель) – 1988 (вересень)-1989 (червень) роки священичого служіння в Дубівцях;
24.    о.МОРОЗ ІВАН, РПЦ, (настоятель)  - 1989 (шість місяців) роки священичого служіння в Дубівцях;
25.    о.МИРОНЮК СВЯТОСЛАВ, УГКЦ, (адміністратор парафії)   – 1990 (два місяці) роки священичого служіння в Дубівцях;
26.    о.ОСТАП'ЯК РОМАН, УГКЦ (адміністратор парафії)  1990-1995 роки священичого служіння в Дубівцях;
27.    о.ЗАТВАРНИЦЬКИЙ МИКОЛА, УГКЦ (адміністратор парафії)- 1995-2012 роки священичого служіння в Дубівцях;
28.    о.ДМИТРО КУБАЦЬКИЙ, УГКЦ (адміністратор парафії) -2012-2014 роки священичого служіння в Дубівцях;
29.    о.ШПИРКА ВОЛОДИМИР, УГКЦ (адміністратор парафії)- 2014-2019 роки священичого служіння в Дубівцях;
30.    митр.прот. д-р ОЛЕГ КАСЬКІВ, УГКЦ (парох парафії)– 21.09.2019 - ……………роки священичого служіння в Дубівцях;
31.    о.АРТЕМ ЛЕВИЦЬКИЙ, УГКЦ (сотрудник парафії)- 01.09.2020 р….    роки священичого служіння в Дубівцях

## Назва

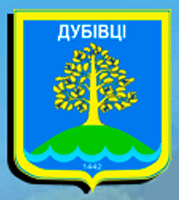
Герб села

Є кілька версій походження назви населеного пункту. За легендою, на місці села в давнину росли густі діброви. Під час одного з ворожих набігів якийсь чоловік, утікаючи від нападників, заховався в дуплі одного зі старих дубів і, таким чином, врятувався від загибелі. Заснувавши тут поселення, чоловік назвав його Дубівцями на честь свого рятівника.
Здавна побутує й переказ про те, що назва пов'язана з проживанням у селі людей, які виготовляли човни — так звані «дуби».
Існує версія про походження топоніма Дубівці від однойменного населеного пункту поблизу Тернополя чи Чернівців, звідки прибули переселенці в околиці Галича.
Але найвірогідніше, що свою назву Дубівці отримали на пам'ять про першого осадника чи власника поселення Дуба та його нащадків.

## Історія
Знахідки перших слідів людини на території села належать до часів пізнього палеоліту (80-10 тис. років до н. е.).
На дубівецьких височинах у III тис. до н. е. існувало велике трипільське поселення. Носії цієї археологічної культури залишили після себе значну кількість посуду та численні знаряддя праці: крем'яні відбійники, ретумери, точильні камені, сокири, долота, тесла. Поселенці вміли обробляти метал, ткати полотно.
Сучасне село утворилося внаслідок об'єднання в XIX ст. трьох сіл — власне Дубівців, Дегови та Перевозів (у 1983 р. присілок Перевози приєднано до с. Дубівці). Обидва населенні пункти в XIV ст., очевидно, належали галицьким князям, бо після приєднання Галичини до Польщі вони відійшли не у приватні руки, а до королівського домену. Вже в перших письмових згадках про Дубівці (1419) й Дегову (1453) зазначається, що їх власниками є галицькі старости (Петро Одровонж, а пізніше Миколай Парава з Любіна), які опікуються королівськими маєтностями. Належність Дубівців та Дегови до королівщини полегшує вивчення їхньої середньовічної історії завдяки збереженим люстраціям королівських земель.
У податковому реєстрі 1515 року в селі документується 4 лани (близько 100 га) оброблюваної землі.
За Королівською люстрацією 1565 року в Дубівцях налічувались 19 господарів, 3 загородники і піп (отже, була й церква), у Деговій — 8 кметів і 1 загородник.
Під час Хмельниччини та в часи татарських нападів обидва населенні пункти зазнали жахливого спустошення. Половина будівель згоріла, місцеві жителі або загинули, або подалися шукати іншого притулку. Подорожуючи Галичиною, німецький мандрівник Ульріх фон Вердум 3 січня 1672 записав у своєму щоденнику таку інформацію про село: «Воно належить Галицькому староству, розміщується під самим Дністром. Костьолу в Дубівцях немає, осади дуже зруйновані. Місцевість навколо вкрита дубовими лісами».
Після першого поділу Речі Посполитої (1772) колишній галицький староста Юзеф Потоцький викупив обидва села. Саме він згадується як їх перший власник реєстрі землевласників за 1774. Той самий Потоцький через 5 років надав дубівецькій церкві Різдва Пречистої Діви Марії ерекційну грамоту на володіння землею.
1858 найбільша земельна власність у селі належала Євгенові Фурсту де Лінґе, який згодом відступив її конвентові сестер Милосердя в Маріямполі.
1865-1866  — поблизу села прокладали залізничну колію. Сюди наймалися на роботу й деякі дубівчани. За проектом будівництва виникла потреба у зміні русла Дністра. Згодом у селі побудували залізничну станцію.
Перше маленьке дерев'яне приміщення школи в селі було споруджене в 1846 р. У 1857 в селі почала діяти тривіальна школа, яка через 32 роки згадується як 1-класна етатова. Тоді ж було зведено новий шкільний будинок, але під час І Світової війни він згорів.
Під час І Світової війни лінія фронту декілька разів проходила через село. Частина сільських будівель згоріла, а частину розібрали для побудови укріплень. Місцевих жителів евакуювали в район Стрия.
Після встановлення радянської влади (1939) в селі створили колгосп ім. Будьонного.
2 липня 1941 в село увійшли нацисти. Дегову вони зайняли наступного дня.
У серпні 1941 після проливних дощів Дністер вийшов із берегів і затопив майже все село. Пропав урожай, корм для худоби, повінь знищила харчові запаси, зруйнувала кілька хат. Щоб урятуватись від голоду, частина дубівчан виїхала на заробітки до Німеччини.
1944  — німці, готуючись до відступу, зруйнували колію й висадили в повітря залізничну станцію, підірвали міст на Дністрі. Але радянські війська форсували річку у іншому місці. 24 липня 1944 в селі встановлена радянська влада. Наприкінці 1946 в селі організували колгосп «Прапор Жовтня».
Більшовицькій владі активно протидіяло підпілля ОУН. У 1947 за звинуваченнями у сприянні підпільникам та «куркульстві» більшовики депортували із Дубівців у Казахстан 27 сімей, а в 1949-му — ще 10 (цього разу на Далекий Схід СРСР).
7 серпня 1948 р. в с. Дубівці Єзупільського району 7 більшовиків під командуванням оперуповноваженого РО МҐБ ст. л-та Шишкіна арештували Савчука Михайла, сина Степана, ур. 1927 р. Арештованого тієї ночі замордовано і дострілено. Свої криваві злочини Шишкін із винятковим цинізмом мотивував тим, що «у вас (бандерівців) тюрми нєту». Але і він знайшов свій ганебний кінець. 26.11.1949 року неподалік села Дубівців Шишкіна П. М. було ліквідовано засідкою СБ ОУН. За даними облуправління МГБ у 1949 р. в Жовтневому районі підпілля ОУН найактивнішим було в селах Ганнусівка і Дубівці.
1964 — поблизу села відкрили гірничий цех Івано-Франківського цементно-шиферного комбінату (вапняковий кар'єр), відомий знахідками у ньому скаменілої фауни часів мезозою.
1980 — у селі відкрили завод сиромолотого вапняку.
1962 — споруджено нову школу, яка через 20 років стала затісною. Тому в 1-й половині 1980-х років у селі спорудили триповерхове приміщення для середньої школи з майстернями, спортивним залом, кінозалом на 624 учнівські місця.
У 1980-х рр. стали до ладу новий медпункт і торговельний комплекс.
30.08.2020 - на запрошення пароха села митр. прот. д-р Олега Каськіва до с.Дубівців  прибув Високопреосвященний Архієпископ і Митрополит Кир Володимир Війтишин, який вперше за всю історію села висвятив сімок священиків у Церкві "Різдва Пресвятої Богородиці" с.Дубівці.

## Відомі люди

### Народились
- Коржак Михайло Миколайович — командир сотні УПА «Сірі», поручник УПА, лицар Бронзового хреста бойової заслуги УПА.
- Куцій Василь Володимирович (1984—2022) —— український військовик, молодший сержант Збройних сил України, учасник російсько-української війни[7].

## Сьогодення
1995 — в селі засновано селянську спілку ім. Короля Данила Галицького.
Діють два фермерські господарства (відповідно, по 32 і 75 га землі).
Діти навчаються в ЗОШ І-ІІІ ступенів. У селі є ліквідована наполовину бібліотека, Народний дім, філія відділу зв'язку, крамниці. У жовтні 2021 року збудовано нове приміщення амбулаторії (12 медичних працівників).